# Alexandrijská křížová výprava
Alexandrijská křížová výprava byla námořní kampaň proti Egyptu vypravená v roce 1365 kyperským králem Petrem I.

## Historie
Petr I. strávil tři roky cestováním po Evropě a shromažďováním vojska a finančních prostředků pro křížovou výpravu. Ještě než se Petr I. vrátil na Kypr, tak byl informován, že egyptští mamlúci připravují útok proti jeho Kyperskému království. Petr nehodlal čekat, až mamlúci zaútočí a rozhodl se proti nim vytáhnout jako první, svou výpravu tedy naplánoval proti Egyptu. Z Benátek, kde se zrovna nacházel, Petr I. poslal na Kypr rozkazy, aby se jeho flota a vojsko shromáždilo na Rhodu. Řád rytířů svatého Jana, který ostrov ovládal, se rozhodl výpravy zúčastnit a bojovat po boku kyperského krále.
Petr I. nakonec dal dohromady flotu 165 lodí. Na Rhodu se pak Petr I. stal velitelem křižáckých expedičních sil. V říjnu 1365 král vyplul vstříc Alexandrii. Okolo 9. října přistál v Egyptě. Vojsko Petra I. porazilo alexandrijské obránce a získalo průchod do města, po kterém bylo podrobené město vítězům vydáno v plen. To stačili udělat před tím, než odpluli pryč, protože mamlúcká pomocná armáda dorazila zřejmě 12. října.
Petr I. pochopil, že Alexandrii dlouho neudrží, jednak i z toho důvodu, že se nacházela příliš daleko od jeho základny na Kypru. Poté, co Alexandrii vládl jen několik málo dnů, plných loupení a drancování odplul i se zbylým vojskem zpět na Kypr, kde nebyl už tři roky.

## Interpretace křížové výpravy
Jo van Steenbergen cituje Petera Edburyho, který argumentuje, že Alexandrijská křížová výprava měla ryze ekonomické důvody. Petr I. chtěl srazit Alexandrii z prvního místa v námořním obchodu ve východním Středomoří a zároveň doufal, že by kyperský přístav Famagusta mohl převzít obchodní pozici po Alexandrii. Náboženské zájmy, jako byl boj proti nevěřícím, v tomto tažení hrály jen podružnou roli. Vylíčení Van Steenbergena soudobého muslimského počínání, jako například Alī al-Maqrīzīovo signalizování, že křižácké síly zčásti uspějí díky lepší klamné taktice. Alexandrijští obránci se zaměstnali bojem v oblasti kolem západního přístavu, zatímco „skutečné“ vojsko včetně jezdectva se vylodilo někde jinde ve městě, patrně někde v okolí pohřebišť, kde je obránci nečekali. Křižáci tak byli schopni zaútočit na dvou frontách a zpanikařit obránce, kteří se z této porážky už nezotavili.